# Holbergstjärnen
Holbergstjärnen är en sjö i Bodens kommun i Norrbotten och ingår i Luleälvens huvudavrinningsområde. Sjöns area är 0,036 kvadratkilometer och den är belägen 153,4 meter över havet.